# Lars Jespersson Kruus
Lars Jespersson Kruus af Gudhem, eller Lars Cruus, före 1644 Cruus af Harfvila, född 1621, död den 20 april 1656, son till Jesper Matsson Krus och Brita de la Gardie. Friherre till Gudhem, utanför Falköping, vars kungsgård och kloster han fick i förläning år 1644 av drottning Kristina. Han skrev sig även "Herre till Sätuna säteri, Harvila i Tavastland samt Karkhus och Ruin i Livland".

## Biografi
Lars Kruus far Jesper Matsson Krus fick 1613 en av de fyra gårdarna i Sätuna som förläning. En gård ärvde han efter sin far och efter förläningen köpte han även de två återstående gårdarna. På så sätt kom fadern Jesper Mattsson Cruus att äga hela Sätuna i Björklinge. Efter faderns död år 1622 ärvde Lars Kruus egendomen. Under sina besök i Sverige vistades han oftast på Sätuna.
Sedan Lars Kruus den 20 augusti 1647 officiellt hade förlovat sig med grevinnan Agneta Horn af Björneborg (1629–1672) på Tidö slott ingick paret under sommaren 1648 äktenskap. Bröllopet ägde rum i Stockholm. Dom fick fem barn, varav tre överlevde barndomen.
Lars Kruus ägnade sig åt krigaryrket och blev officer vid Västgöta Ryttare (Västgöta kavalleriregemente), senare även överste där. Som sådan deltog han i Karl X Gustavs krig i Polen där han avled av en infektion den 20 april 1656 under en marsch mellan Warszawa och Thorn (Toruń).
Lars Kruus begravdes först i Storkyrkan i Stockholm men flyttades snart till Sätuna gravkor i Björklinge kyrka, där han nu ligger i sarkofag nummer 1. Detta gravkor som även har namnet Wredeska gravkoret anlades, sedan Agneta Horn i ett kontrakt 1657 låtit Andreas Fischer bygga ut Björklinge kyrka mot öster med bland annat ett helt nytt kor till makens ära samt därunder ett gravvalv för släkten. Arbetet stod klart 1664.

## Barn
- Gustaf Kruus (1649–1692), gift med Sidonia Juliana Lewenhaupt (1659–1737).
- Johan Kruus, född 20 augusti 1650 i familjens malmgård i Stockholm, döpt 28 augusti i Drottning Marias hus, död 27 juli 1652. Han är begravd i Björklinge kyrka där hans vapen är upphängt vid altaret.
- Brita Kruus (1652–1716), gift med Fabian Wrede (1641–1712).
- Christina Kruus, döpt 14 september 1653 i Stockholm, begraven 10 februari 1656 där.[3]
- Anna Kruus (1654–1692), gift med Claes Fleming (1649–1685).